# Ngazobil
Ngazobil (ou N'Gazobil, Ngasobil) est un village du Sénégal, situé sur la Petite-Côte, au sud de Dakar.

## Histoire

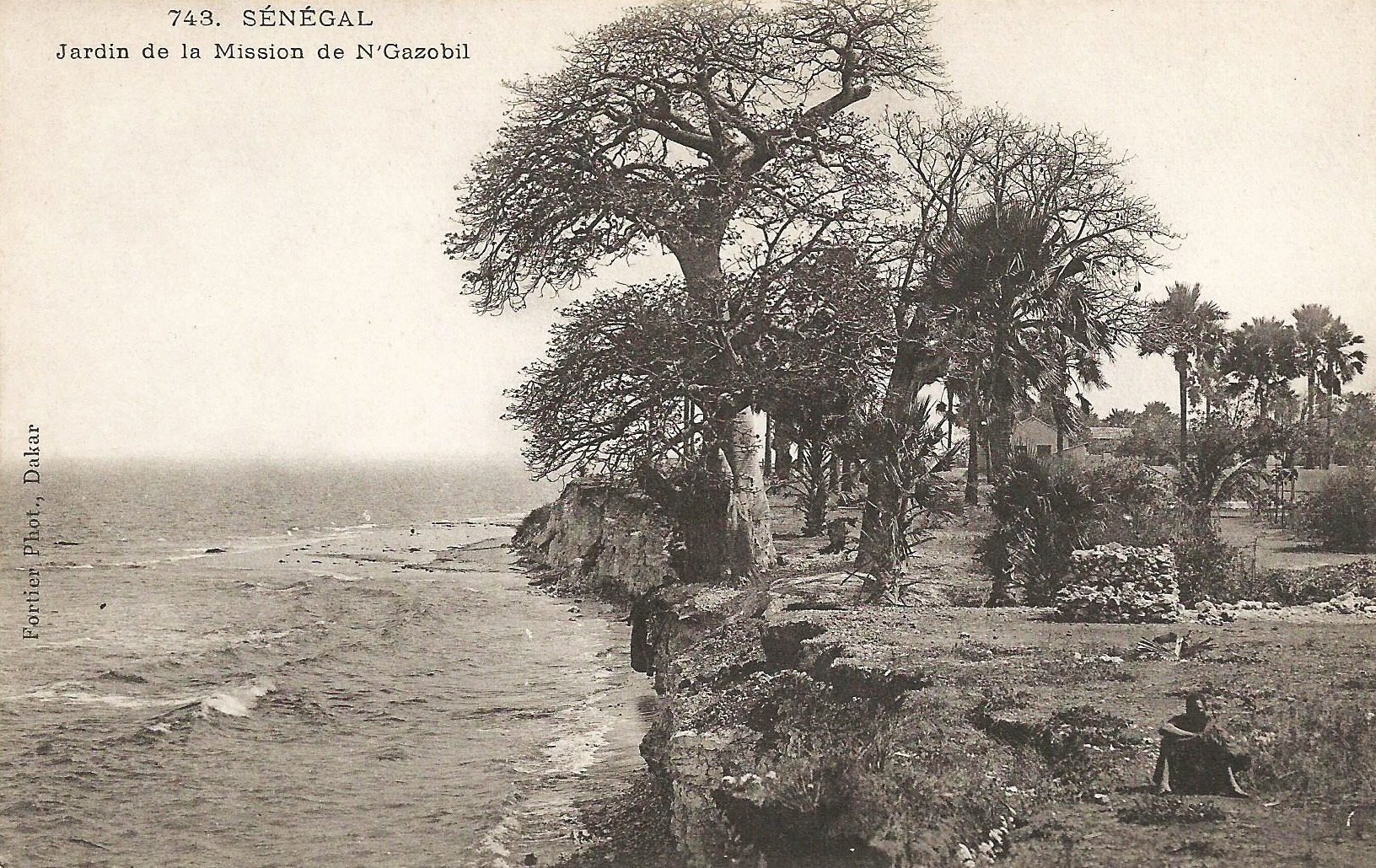
Jardin de la mission de Ngazobil.

Depuis le XIXe siècle, Ngazobil abrite une mission catholique, l'une des plus anciennes du Sénégal, implantée par le père François Libermann, originaire de Saverne, et fondateur des spiritains ou congrégation du Saint-Esprit.
Le père Louis-Philippe Walter y séjourna en 1867.
C'est là également que le futur président Léopold Sédar Senghor sera interne de 1914 à 1922 : « À l'âge de 7 ans, il (mon père) m'enleva des bras de ma mère et de mon oncle, pour m'envoyer à la mission catholique de Joal. Pendant un an, le Père Dubois, un Normand, m'a dégrossi avant de me faire entrer à la mission catholique de Ngazobil, à 6 km au nord de Joal, sur les bords de l'Atlantique. ».
Le cardinal Hyacinthe Thiandoum y a également été formé.
Le petit séminaire Saint-Joseph fut classé par les Monuments historiques en 2003. 
C'est aujourd'hui un lieu de pèlerinage.

## Administration
Ngazobil se trouve dans le département de M'bour (région de Thiès).

## Géographie
Les localités les plus proches sont Dial Diop, Pointe-Sarène, Ponto, Mbodiène, Ndianda, Joal-Fadiouth, Diakhanor et Djifer.
Le village bénéficie d'un cadre naturel attrayant, doté notamment d'une  falaise de calcaire, d'une belle plage sablonneuse et d'un parc forestier de 500 hectares abritant de nombreux oiseaux (pintades, perdrix), mais aussi des reptiles tels que des boas ou des varans, ainsi que divers mammifères, par exemple des singes, des hérissons, des porcs-épics, des chacals, ou des lièvres.
La mission catholique dispose elle-même d'une belle plage de cocotiers, où certains viennent pêcher.

## Personnalités nées à Ngazobil
- André Sonko, homme politique

#### La mission et le séminaire de Ngazobil
- R. P. Cailleau, « N'Gazobil au fil de l'histoire », Horizons africains, no 134, décembre 1961, p. 7-10 (historique du Séminaire)
- Articles anonymes : Horizons africains, no 155, novembre 1963, p. 15 ; no 157, janvier 1964, p. 8-9 ; no 158, février 1964, p. 16 ; no 160, avril 1964, p. 14-15 ; no 161, mai 1964, p. 8-11